# En Køretur gennem Aarhus
|  | Denne artikel er oprettet af botten Steenthbot ud fra en ekstern database. Den kan derfor have sproglige fejl eller mangler. Denne skabelon kan fjernes efter kontrol af indholdet. |

En Køretur gennem Aarhus er en dansk dokumentarfilm.

## Handling
Sporvogn på Klemens bro. Kørebilleder fra sporvogn ad M.P. Bruunsgade til Nørregade. Undervejs ses Vor frue kirke, forretninger og cyklende og gående trafik.